# Clinging to a Scheme
Clinging to a Scheme är det tredje albumet av The Radio Dept.. Albumet släpptes den 20 april 2010.

## Låtar
1. Domestic Scene - 2:25
2. Heaven's on Fire - 3:32
3. This Time Around - 3:46
4. Never Follow Suit - 4:09
5. A Token of Gratitude - 4:07
6. The Video Dept. - 3:25
7. Memory Loss - 4:17
8. David - 3:32
9. Four Months in the Shade - 1:50
10. You Stopped Making Sense - 3:54